# C9orf16
C9orf16‏ (Chromosome 9 open reading frame 16) هوَ بروتين يُشَفر بواسطة جين C9orf16 في الإنسان.